# Crime Doctor's Man Hunt
Crime Doctor's Man Hunt è un film statunitense del 1946 diretto da William Castle.
È un film investigativo a sfondo giallo con protagonista il personaggio di Crime Doctor, uno psicologo criminale creato dalla CBS alla radio negli anni 1940

## Produzione
Il film, diretto da William Castle su una sceneggiatura di Leigh Brackett con il soggetto di Eric Taylor, fu prodotto da Larry Darmour Productions.

## Distribuzione
Il film fu distribuito negli Stati Uniti dal 24 ottobre 1946 al cinema dalla Columbia Pictures. È stato poi pubblicato in DVD negli Stati Uniti dalla Teakwood Video nel 2004.